# Lipogenèse

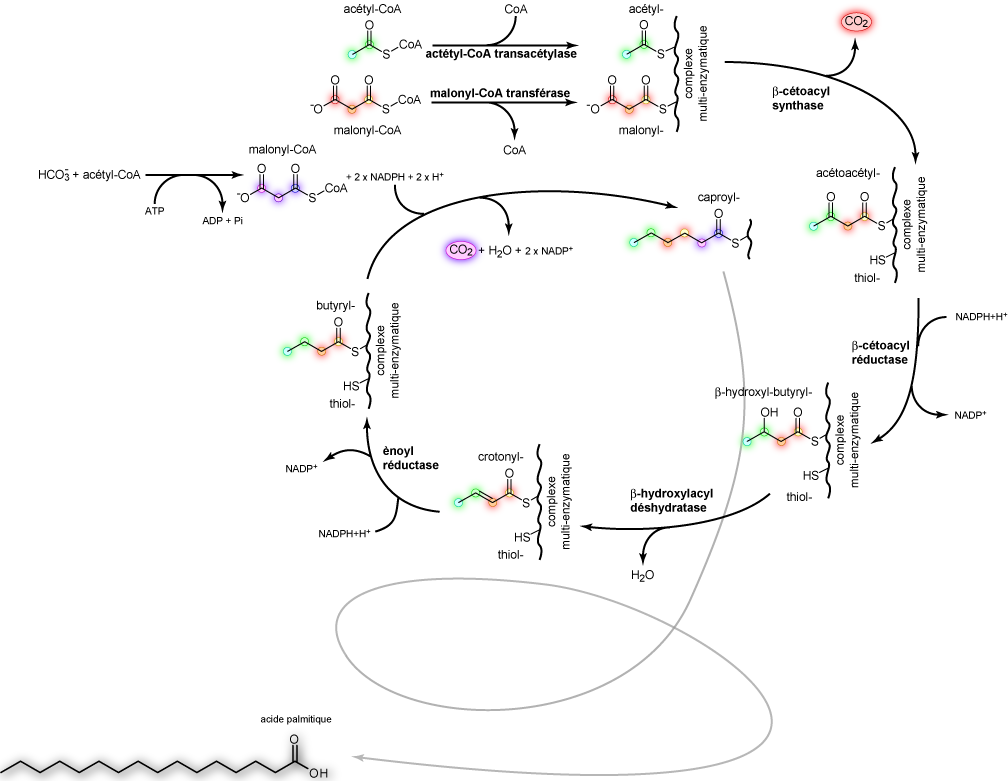
Synthèse de l'acide palmitique sur l'acyl carrier protein (ACP).

La lipogenèse désigne l'ensemble des processus biochimiques permettant la synthèse des lipides en général et des acides gras en particulier. 
C'est une phase de synthèse dans le processus de réserve énergétique des adipocytes. Elle se fait à partir des triglycérides alimentaires, des acides gras ou des glucides alimentaires.
La régulation de la lipogenése est hormono-dépendante : 
- l'entrée des glucides dans les cellules est favorisée par l'insuline, sécrété par le pancréas ;
- l'enzyme Triglycéride synthétase est activé par l'insuline ;
- l'enzyme Triglycéride synthétase est inhibé par les catécholamines comme l'adrénaline.

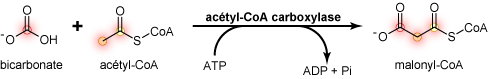
Synthèse de la malonyl-CoA à partir de l'acétyl-CoA par l'acétyl-CoA carboxylase. Il s'agit de la première étape de la synthèse des acides gras.

La lipogenèse permet la synthèse d'acides gras saturés par condensation de molécules d'acétate à 2 carbones. Chez les mammifères, ce processus a lieu dans le cytoplasme des cellules, principalement du foie, des tissus adipeux et des glandes mammaires. Cependant, il ne permet pas de synthétiser des acides gras saturés à plus de 16 carbones (acide palmitique) ou des acides gras insaturés. L'ensemble de la synthèse est réalisée au niveau d'un complexe multi-enzymatique appelée acide gras synthase. Le bilan de la synthèse de l'acide palmitique est:
8 acétyl-CoA + 7(ATP + H+) 14 NADPH + H2O → acide palmitique (C16:0) + 8 CoA + 7(ADP + Pi) + 14 NADP+
Cette synthèse est consommatrice d'énergie sous forme d'ATP et nécessite comme cofacteur du Coenzyme A (CoA) et du Nicotinamide Adénine Dinucléotide Phosphate (NADP). le CoenzymeA permet de faciliter l'utilisation de l'acétate par la cellule. L'acétyl-CoA provient principalement de la mitochondrie où il est synthétisé à partir du pyruvate lors du cycle de Krebs. Le NADP est l'agent réducteur de la synthèse des acides gras. De fait, il est oxydé à la fin de la réaction et doit être régénéré.
L'élongation des acides gras saturés au-delà de 16 atomes de carbone est réalisée dans le réticulum endoplasmique et la mitochondrie. Dans le premier cas, l'élongation implique des acides gras élongases. Dans le second cas, l'élongation implique paradoxalement certaines enzymes de la lipolyse.
La synthèse des acides gras insaturés à partir des acides gras saturés a lieu aux niveaux de la membrane du réticulum endoplasmique par des acides gras désaturases. La désaturation est consommatrice d'oxygène moléculaire (O2) et utilise comme cofacteur du Nicotinamide Adénine Dinucléotide (NAD) :
acide stéarique + 2(NADH + H+) + O2 → acide oléique + NAD+ + 2H2O
Tous les organismes ne synthétisent pas forcément tous les acides gras saturés et insaturés possibles. Par exemple, l'être humain ne peut pas synthétiser l'acide linoléique. Cet acide gras est dit essentiel et doit être apporté par l'alimentation.